# Clement Vanderstraeten
Clement Vanderstraeten (Hasselt, 9 december 1824 - aldaar, 31 januari 1894) was van 1866 tot 1872 burgemeester van de Belgische stad Hasselt.
Vanderstraeten was lid van een familie jeneverstokers en beoefende dit beroep ook zelf. Hij huwde met de eveneens uit Hasselt afkomstige Maria Sophie Wilsens. Het gezin woonde in het reeds in 1530 vermelde Lombaerdenhuys in de Aldestraat (beschermd als monument sinds 2003).
Hij werd liberaal gemeenteraadslid in zijn geboortestad en was schepen tijdens het laatste deel van het burgemeesterschap van Michel Arnold Bamps. Toen deze laatste overleed volgde Vanderstraeten hem in 1866 op als burgemeester.
Tijdens zijn burgemeesterschap werd de bouw gerealiseerd van een nieuw ziekenhuis aan de Slachthuislaan (de huidige Thonissenlaan). De inhuldiging vond plaats in 1871. Vanderstraeten was een verzoenende figuur tijdens de verhitte debatten tussen de liberalen en de katholieken. Hij had echter niet de uitstraling die burgemeester Bamps had en de liberale partij viel bij gebrek aan eenheid volledig uit elkaar.
Bij de gemeenteraadsverkiezingen van 1872 stelde Vanderstraeten zich geen kandidaat meer. De katholieken veroverden alle 13 zetels en Armand Roelants volgde hem op als burgemeester.